# Hans Czynner

fol. 24v und 25r aus UBG Ms 963

Hans Czynner verfasste nach eigenen Angaben 1538 in Passau ein Fechtbuch, das heute in einem einzigen überlieferten Manuskript als Ms. 963 an der Universitätsbibliothek Graz zu finden ist. Czynners Fechtbuch gliedert sich in zwei deutlich unterscheidbare Teile: Einen ersten Block bilden die mit insgesamt 96 farbigen Darstellungen illustrierten Anleitungen für das Schwertfechten im Harnisch (foll. 1r–34v) sowie das Dolchfechten im Harnisch (foll. 38v–51r). Dazu gehören noch für eine Illustration vorgesehene, aber nicht zur Bebilderung gelangte Anleitungen für den Ringkampf (foll. 52r–60v). Die in diesen Abschnitten zu findenden Texte sind weitgehend eigenständige Schöpfungen Hans Czynners, die weder einer konkreten Vorlage verhaftet sind, noch von späteren Autoren kopiert wurden. Zweifelsfrei sind Czynners Techniken Weiterentwicklungen der Fechtkunst des Johannes Liechtenauer bzw. von dessen Fechttradition nachhaltig beeinflusst. Der zweite, nie für eine Illustrierung gedachte Teil (foll. 61r–89r) setzt sich aus teilweisen Abschriften der Fechtlehren des Juden Lew (um 1452) und über dessen Vermittlung des Martin Hundfeld (Mitte 15. Jahrhundert) zusammen. Darin werden das Rossfechten (foll. 61r–73v), der Fußkampf im Harnisch (foll. 74v–87v) sowie das Bucklerfechten (foll. 88r–89r) behandelt. Außer den Angaben seiner Verfasserschaft und der Abfassungszeit des Fechtbuches sind über Hans Czynner keine Details bekannt. Das Gleiche gilt für den Weg der Handschrift nach Graz, wo sie seit dem Beginn des 19. Jahrhunderts nachweisbar ist.